# Osebe s posebnimi potrebami na delovnem mestu
Skupine oseb s posebnimi potrebami so: osebe z motnjami v duševnem razvoju, slepi in slabovidni, gluhi in naglušni, osebe z govorno-jezikovnimi motnjami, gibalno ovirane osebe, dolgotrajno bolne osebe, osebe z učnimi težavami, osebe s čustvenimi in vedenjskimi motnjami, osebe z motnjami avtističnega spektra.

## Pomen zaposlitve
Lyons je v kanadski študiji je ugotovil, da je pri nekaterih osebah s posebnimi potrebami značilna socialna izolacija, neaktivnost, pomanjkanje smiselnega dela in prostočasnih dejavnosti . Profesionalci, ki delajo z ljudmi s posebnimi potrebami, vedno bolj razumejo, da tudi zato te osebe potrebujejo veliko izbiro služb, tudi tiste ki predstavljajo višje položaje in možnost karierne aspiracije, podobne kot jih imajo druge osebe .
Poleg očitne ekonomske koristi, zaposlitev nudi tudi pomembne psihološke in socialne možnosti. Delo ima pogosto velik vpliv na identiteto in samopodobo . Zaposlitev je tudi en najbolj pomembnih dejavnikov za blagostanje osebe s posebnimi potrebami, kot poročajo Beyer, Brown, Akandi in Rapley . Blagostanje pa nadalje vpliva na boljšo posameznikovo produktivnost na delu . 

### Nezaposlenost
V raziskavi iz leta 1995 Harris in sodelavci omenjajo, da so v ZDA beležili 43 milijonov oseb s posebnimi potrebami, od katerih jih je bilo zaposlenih za polni delovni čas le 34 % od tistih, ki so stari toliko, da bi lahko bili zaposleni. Pri tem je 2/3 nezaposlenih poročalo, da bi radi bili zaposleni . Kronična nezaposlenost lahko vodi do izolacije, revščine in obupa .

## Ovire pri zaposlovanju in delu
Ovir pri zaposlovanju oseb s posebnimi potrebami je več in na različnih nivojih. Problem predstavlja namreč tudi institucionalizacija nizkih pričakovanj do zmožnosti ljudi s posebnimi potrebami, saj se pri izplačilu dodatka namreč gleda predvsem kakšne so njihove nezmožnosti, ne pa zmožnosti za delo. Tako se osredotoča na šibka, namesto na močna področja.
Kot najpomembnejše ovire pri zaposlovanju oseb s posebnimi potrebami pa Fraser in Shrey navajata: zmotna prepričanja zaposlitvenega svetovalca o posebnih potrebah, pomanjkanje dostopnega prevoza, ekonomske ovire, počasnost rehabilitacijskega procesa, arhitekturne ovire, visok delež nezaposlenosti v državi, težave pri iskanju ljudi, ki so primerni za opravljanje določenega dela, prioritete pri izbiri kadra znotraj podjetja, premalo časa porabljenega za izobraževanje delodajalca, negativen odnos delodajalcev. Tudi same osebe, ki imajo posebne potrebe, so med skrbmi navajale stališča delodajalcev - menili so namreč, da ti ne prepoznajo njihove sposobnosti za opravljanje dela . Negativna pričakovanja so se s strani vodstva pojavljala tudi glede manjše fleksibilnosti invalidov, večje potrebe po načrtovanju in upoštevanju teh oseb, možne razdraženost v delovni enoti in stresnih situacij ki lahko nastanejo, dodatnih stroškov pri urejanju delovnega okolja in povečane potrebe po superviziji. Med pomisleke pri zaposlovanju oseb s posebnimi potrebami med drugim spadajo stroški prilagoditev. Stroške predstavlja zagotovitev dostopnosti pripomočkov, ki so glede na vrsto potreb različni. Lahko gre npr. za bralne naprave za slepe, za prilagoditve preverjanj in materiala za uporabljanje, prilagajanje delovnega urnika ipd. Raziskovalec Noel je odkril, da naj sicer v praksi ti stroški ne bi predstavljali zares velikega bremena. 51 % podjetij je namreč uporabljalo prilagoditve, ki jim ne pomenijo nobenega finančnega bremena, 30 % pa jih je navajalo stroške do $500 (prib. 440 €). Delodajalci so sicer ob razmisleku o zaposlovanju invalidov, med svojimi pričakovanji poleg primerne izobrazbe, navajali dostop do tehnične pomoči. Menili so namreč, da mora biti delovno mesto ustrezno prilagojeno za asimilacijo invalida, stroške ki ob tem nastanejo, pa naj bi plačala družba. Da je oseba s posebnimi potrebami bolj primerna za delo, hitreje in bolje pripravljena, pa obstaja tudi poklicna rehabilitacija. Tudi tu se ponovno pojavi ovira, saj kot je Harris v ameriški raziskavi ugotovil, je veliko nezaposlenih oseb, zaposlitev želelo imeti. Kljub temu je le manjši delež oseb s posebnimi potrebami koristil storitve zaposlitvene rehabilitacije, vsi pa niti niso bili seznanjeni s to možnostjo. 
Še en negativni vidik pri zaposlovanju invalidov je ta, da naj delodajalci sicer ne bi imeli direktnih predsodkov do njih, vendar pa pričakujejo, da se bodo na delovnem mestu pojavili problemi, kot poroča Soder. Ko pa se ljudje dejansko srečajo z osebami s posebnimi potrebami, se lahko pojavijo tudi občutja depresivnosti, anksioznosti, pomilovanja, izogibanja in izključevanja po poročanju Wrighta . Če se pojavijo negativna stališča, lahko ta temeljijo na odnosu, ki ga imajo osebe že od prej, odvisna pa so tudi od udobnost situacije, v kateri naj bi se nahajali z osebo s posebnimi potrebami Grand, Bernier and Strohmer so ugotovili, da so bili ljudje bolj pripravljeni sprejeti tiste osebe s posebnimi potrebami, s katerimi naj bi delali v manj intimnih situacijah. Hkrati so bili najboljši napovedniki za pozitivna stališča do oseb s posebnimi potrebami mladost, višja izobrazba in dejanski kontakt s temi osebami. Tako se je v manjših organizacijah z malo zaposlenimi osebami s kognitivnimi primanjkljaji tudi pojavljalo najmanj negativnih stališč do teh oseb, po poročanju Harrisona in Tomesa.
Večkrat je poudarjena vloga delodajalca pri zaposlovanju oseb, pri njihovem počutju, sprejetosti in učinkovitosti na delovnem mestu. Njihovi odnosi in stališča so različni. Velikokrat se pojavljajo ovire, ki so posledica stereotipov, pomanjkanja usposabljanja, znanja in izkušenj med zaposlovalci . Ljudje, ki nimajo posebnih potreb, imajo lahko nizka pričakovanja do oseb s posebnimi potrebami in od njih ne pričakujejo, da bodo lahko učinkovito opravljale delo. Bolj negativna stališča so se tudi pojavljala v podjetjih, kjer so imeli manj stikov z osebami s posebnimi potrebami. Večina podjetij je sicer izražala mnenje, da bi morali več storiti na področju integracije teh oseb v njihovo in druga podjetja. Pri tem pa se je izkazalo tudi, da vsi tega ne bi bili pripravljeni sprejeti v svojem podjetju, kot poročata Gibson in Groeneweg. Stališča delodajalcev do oseb z različnimi potrebami pa se tudi razlikujejo glede na to, katera oseba se prijavlja na kakšno delovno mesto. To se je pokazalo tudi v raziskavah, npr. v eni od raziskav, kjer so direktorji in ravnatelji šol ocenjevali osebe, prijavljene za delo tajnika in učitelja 3. razreda. Predsodki so se pojavljali do vseh oseb s posebnimi potrebami (gluhih in oseb na invalidskih vozičkih), vendar v manjši meri kot do oseb z epilepsijo, bivših zapornikov in oseb, ki so bile odpuščene iz psihiatričnih bolnišnic. Večji pa kot do oseb, ki so se v preteklosti zdravile za tuberkulozo. Ti rezultati so bili podobni pri direktorjih podjetij in šolskih ravnateljih. Nasploh so bili predsodki ravnateljev manjši, sicer pa so imeli ravnatelji večje predsodke pri zaposlovanju teh oseb za delo učitelja 3. razreda, kot za delo tajnika. Večji predsodki do gluhih in oseb na invalidskih vozičkih so lahko povezani s tem, koliko posebna potreba ovira samo delo. Izpostavili bi tudi to, da so delodajalci imeli več zadržkov pri zaposlovanju mentalno, kot fizično oškodovanih oseb, kar je ugotovil tudi Backenroth v drugi raziskavi. 

## Pozitivni vplivi
Poleg mnogih predsodkov se na delovnem mestu lahko izkaže tudi kar nekaj pozitivnih plati zaposlitve osebe s posebnimi potrebami. Invalid lahko na delovnem mestu prispeva tudi pozitivne človeške kvalitete in večjo socialno kompetentnost. Pripomore lahko k ustvarjanju boljše socialne klime, vpliva na večje razumevanja človeških pogojev pri drugih ljudeh, je koristen referent pri diskusiji problemov in del socialne odgovornosti na delovnem mestu. Glede učinkovitosti dela pa so rezultati zelo različni. Pomembno se je pri tem zavedati, da so odvisni od vrste posebne potrebe in delovnega mesta, stopnje prilagojenosti dela ipd. Kljub temu je pomemben rezultat nekaterih raziskav, ki so pokazale, da naj bi bile osebe s posebnimi potrebami enake tistim brez posebnih potreb glede produktivnosti, odsotnosti in poškodb. V nekaterih primerih pa naj bi bili zaposleni s posebnimi potrebami, celo bolj produktivni, imeli boljši odnos do dela in manj manjkali ter imeli manj poškodb, kot ostali zaposleni.

## Vplivi na uspešno vključevanje
Osebe s posebnimi potrebami, ki se vključujejo na neko delovno mesto imajo lahko določeno posebno potrebo že celo življenje, lahko jo postopno pridobivajo, ko se jim stanje slabša, lahko pa pride do poškodbe, zaradi katere nenadoma postanejo oseba s posebnimi potrebami. Na tej točki bi omenili 4 faze, skozi katere gre oseba ob odhodu in vrnitvi na delo, ki jih Jeppsson Grassman  sicer navaja v kontekstu poškodbe vida. Lahko jih namreč posplošimo tudi na vedenje osebe, ki kasneje v življenju pridobi tudi kakšno drugo posebno potrebo. Najprej se pojavi faza zanikanja. Oseba ugotovi, kako je biti bolan oz. poškodovan, negativne posledice v delovnem okolju pa postanejo opazne. Druga faza je prekinitev. V tej fazi oseba začasno odide iz delovnega okolja, zdravljenje in rehabilitacija se začneta. V tretji fazi obnove oseba poskusi ponovno delati. Vključena sta fizični (dostopnost delovnega mesta) in socialni element (posameznikova možnost, da je sprejet v delovno enoto). Četrta faza je normalizacija, ko delovno življenje spet postane zadovoljujoče za osebo. Pomembna je ponovna vzpostavitev ravnotežja med posameznikovimi sposobnostmi in potrebami ter viri in zahtevami na delovnem mestu.
Uspešnost vključevanja, ki je pomembna tudi za blagostanje na delovnem mestu je povezana z več dejavniki. S sposobnostjo doseganja delovnih zahtev, socialnim stikom z drugimi ljudmi, stopnjo užitka pri delu, sposobnostjo zamišljanja prihodnosti na delovnem mestu, odprtostjo, skupnim ciljem enakopravnosti vseh in s sodelovanjem med zdravimi osebami in tistimi s posebnimi potrebami. Kot primer slednjega lahko omenimo pozitiven vpliv učenja znakovnega jezika v podjetjih, kjer so zaposleni tudi gluhi .
Pri uspešnem vključevanju pa pomaga tudi tehnologija, ki osebam s posebnimi potrebami delo prilagodi. Z uporabo številnih tehničnih pripomočkov, lahko ob hitrem razvoju na področju računalništva in elektronike, kompenziramo nižje sposobnosti določenih zaposlenih . Larson  je pri preučevanju dela oseb s posebnimi potrebami ugotovil, da so največkrat slabovidni na delovnem mestu za kompenzacijo njihovih manjših sposobnosti, uporabljali računalniško tehnologijo. Potrebne pa so tudi prilagoditve, ki zmanjšujejo nevarnosti na delovnem mestu. Dobro oblikovani tehnični pripomočki pa so po poročanju Bonda, imeli pozitiven učinek na varnost in kvaliteto dela vseh zaposlenih .

## ZAPOSLENI S POSAMEZNIMI POSEBNIMI POTREBAMI

### SLEPI IN SLABOVIDNI
Ljudje so različno vključeni na klasična delovna mesta, glede na vrsto posebne potrebe in njeno stanje. Jeppsson-Grassman  je ugotovil, da kar 40% slabovidnih opravlja delo v klasičnem delovnem okolju, med njimi večji delež zaposlenih slabovidnih predstavljajo moški. Večjo možnost za nastop na delovno mesto so imeli tisti, ki so delali tam še pred poškodbo vida. Kar 75% oseb po poškodbi vida, se je namreč vrnilo na isto delovno mesto. To je bilo sicer težko in stresno, kot zelo pomembna pa se je pri tem izkazala socialna podpora in dobri organizacijski pogoji za vključitev v delo.
Primeri vključitve slepih in slabovidnih na delo v praksi : 
Slaboviden hišnik je za boljšo prepoznavo predmetov v prostoru pri sesanju dobil dodatno osvetlitev na sesalcu in čelno svetilko. 
Slabovidna strojepiska je za lažje razlikovanju med črkami dobila ščitnik pred bleščanjem na računalniški zaslon, na tipkovnici pa večje črke. Njena učinkovitost se je znatno izboljšala.
Slaboviden pomočnik v programu za invalide je imel težave pri branju tiskanih kopij, zato je za povečevanje gradiv uporabljal prenosni povečevalnik in video lupo.
Slepa oseba na delovnem mestu operaterja telefonske centrale v večjem podjetju je morala vedeti katere linije so bile na čakanju, zasedene ali v klicanju. Dobila je senzor za prepoznavanje svetlobe za ugotavljanje stanja gumbov, ki so bili prižgani, so utripali ali bili ugasnjeni. Prilagodili so tudi zvonjenje, da je bilo drugačno za zunanje in notranje klice.
Slepemu predstavnik službe za stike s strankami v finančni ustanovi so zagotovili programsko opremo za branje zaslona.
Tudi Hjelmquist in Jansson  sta poročala o prilagoditvi delovnega mesta za slepe in slabovidne z več računalniki na delovnem mestu, ki so olajšali komunikacijo preko prevoda pisanih besedil v Brailovo pisavo in govorjeno besedilo.

### GLUHI IN NAGLUŠNI
Naglušne osebe so pogosto izključene iz socialnih krogov in delovnega življenja. Pomemben faktor pri tem, kako se oseba počuti in funkcionira na delovnem mestu, igrata tudi velikost delovne enote in podjetja. Več kot 50 % naglušnih oseb je poročalo, da morajo pogosto ugotavljati kaj je bilo rečeno v delovni enoti. Približno 16 % oseb drugim niti ne pove, da so naglušni in se raje potrudijo zdržati v fizično in psihosocialno ne najbolj primernem okolju za njih. Tretjina se jih počuti, da morajo delati bolj kot ostali, petina pa poroča o tem, da nimajo socialnih interakcij z drugimi uslužbenci med krajšimi odmori. Zato bi bilo pomembno vedeti, katere osebe na delovnem mestu so naglušne . 
Stopnja naglušnosti naj ne bi vplivala na izkušnjo na delovnem mestu, po poročanja Soderlinda . Prav tako naj ne bi bila zelo pomembna dobra tehnologija ki jim je na voljo, pomembno pa je dobro psihosocialno delovno okolje na katero vplivajo predvsem medosebni odnosi na delovnem mestu, ki temeljijo na volji, moči in znanju ljudi po poročanju Soderlinda . Delovna klima, socialna povezanost in socialna podpora vplivajo na lažjo prilagoditev na delovnem mestu poroča Gullacksen . Pogost problem naglušnih oseb pa je, da, da imajo na delovnem mestu manj socialnih stikov z drugimi, kot sodelavci ki slišijo dobro in opravljajo enako delo kot oni. Tudi v delovnih okoljih, kjer je uporabljan znakovni jezik, obstajajo razne pomanjkljivosti . Nezadostni socialni stiki pa vplivajo tudi na to, da osebe dobijo manj povratne informacije, do njih ne pridejo vse pomembne informacije, imajo manj navdiha na delu, manj možnosti za nadaljnje izobraževanje, izolacija, nepotrjena identiteta, nezadostno spoštovanje od drugih sodelavcev, psihološka utrujenost in neuravnovešenost . Prihaja tudi do konfliktov z drugimi sodelavci in odhajanje z delovnega mesta ali predčasno upokojevanje Soderlind poroča .
Pri gluhih in naglušnih osebah pa na delovnem mestu velikokrat pride do 'dvojnega življenja', pri katerem oseba nastopa kot običajen delavec in pa kot oseba s posebnimi potrebami. Tega po navadi ne opazi nihče drug, kot oseba sama, vendar taki vlogi vplivata na fizične in psihološke posledice. To negativno vpliva na dejanske sposobnosti osebe, vodi do stresa, napetosti, utrujenosti in nižje samozavesti. Kaže se kot nezadovoljstvo s situacijo na delovnem mestu in če ti znaki niso dovolj zgodaj opaženi, se lahko pojavi samo še večja obremenjenost, stres in počasnejša rehabilitacija pri osebi. Če pa oseba niti ne prepozna svoje naglušnosti, lahko to na delovnem mestu vodi do nižje podpore drugih oseb poroča Gullacksen . Značilno za gluhe in naglušne osebe je tudi, da nimajo trajnih zaposlitev, poročajo pa tudi o redkejših možnostih za izboljševanje njihovih kompetenc in o manjši podpori na in izven delovnega mesta. Zato so tudi bolj ranljivi, sploh kadar pride do raznih sprememb na delovnem mestu . 
Poleg tega je Larsson poročal tudi, da so od oseb s posebnimi potrebami, slušno oškodovani najpogosteje poročali, da so dobivali naloge, ki so pod nivojem njihovih zmožnosti . Pojavlja pa se tudi kar nekaj naglušnih oseb, ki ne želijo menjati služb, ostajajo na istem delovnem mestu in tako pridobijo visoke spretnosti pri svojem delu, vendar pa ne dobijo možnosti, da bi svoje kompetence razvijali . 
V Sloveniji naj bi bilo sicer najbolj urejeno zaposlovanje gluhih in naglušnih oseb, najmanj pa zaposlovanje oseb z motnjo v duševnem razvoju .
Primeri vključitve gluhih in naglušnih na delo v praksi : 
Elektro serviser z napredujočo izgubo sluha je včasih delal na višini v posebna košara za delo na transformatorjih in daljnovodih. Pri tem je moral komunicirati s sodelavci na tleh in v tovornjaku. Prej si je pri tem pomagal z radio napravo (wakie tokie), ker pa se je stanje poslabšalo, so te nadomestili z SMS sporočili preko telefonov. Tako se je komunikacija med zaposlenimi izboljšala.
Naglušna strokovna delavka (intervencije) je imela težave z oglašanjem na telefon, ko je bila dežurna (v domačem okolju). Pred spanjem je namreč izključila slušni aparat in ni slišala zvonjenja telefona. Delodajalec je priskrbel vibracijski pozivnik, poleg tega pa še telefonski sprejemnik in oddajnik, ki signal pošilja v napravo za vibracijsko tresenje postelje. Tako je zaposlena lahko ostala v službi tudi v nočnem času.
Pred zaposlitvijo močno naglušne osebe v skladišču, kjer uporabljajo viličarje in druge delovne stroje je delodajalec zagotovil zdravo in varno delo tako, da je uredil varne poti po skladišču, jih označil z rumeno, ne delovne stroje so namestili opozorilne luči, na mrtve kote v skladišču a ogledala. Naglušnemu delavcu so priskrbeli živobarvno delovno obleko, da bi bili najbolj pozorni tudi ostali delavci. Priskrbeli so tudi vibracijski pozivnik, ki ga lahko aktivira sodelavec v primeru nevarnosti.
 GLEJ TUDI 
slušna prizadetost

### ADHD
Osebe z ADHD so zaposlene v veliko organizacijah. Raziskave so sicer pokazale, da je učinkovitost teh oseb nižja od drugih. ADHD naj bi bil povezan s slabšo izvedbo pri delu (kot so o tem poročali delavci sami, njihovi sodelavci in supervizorji), odnos pa je bil močnejši pri izvajanju ene določene naloge, ker naj bi zaposlenim z ADHD, pozornost bolj uhajala k drugim stvarem, ki z delom niso povezane. Vključenost v delo naj bi bila sicer bolj povezana v boljšo izvedbo, vendar tega odnosa pri osebah z ADHD ni bilo .
GLEJ TUDI
 motnja aktivnosti in pozornosti

### MOTNJE AVISTIČNEGA SPEKTRA
Osebe, diagnosticirane z motnjo avtističnega spektra so različno pripravljene poročati o diagnozi delodajalcem, različno pripravljene sprejeti delo, kjer je potrebna interakcija s sodelavci in strankami in imajo različna mnenja in potrebe glede prilagoditev na delu. To je povezano tudi s tem, kako si želijo zatreti stigmo, ki se lahko pojavi. Razkritje njihove diagnoze pomeni posredovanje informacij o sebi, kar je lahko za osebo na delovnem mestu zaradi prilagoditev koristno, kljub temu, pa se nekateri za to ne odločijo. Obstaja namreč možnost diskriminacije, pojava stereotipov ipd. Lahko se pojavi tudi nezavedno kategoriziranje in označevanje. Ne želijo si tudi tega, da se ostale osebe počutijo pristojne za odločanje o vedenju in odločitvah. Sami poročajo tudi o tem, da so raje označeni kot npr. zelo introvertirani, kot da tvegajo stigmatizacijo. Osebe se tako včasih razkrijejo tistim, s katerimi so si bližje in jim zaupajo, vsem pa ne. 
Osebe z motnjami avtističnega spektra se pogosto povezuje z motnjami komuniciranja in interakcije z drugimi ljudmi. Tako se zdijo dela, kjer je teh stikov manj, zanje primernejša. Nekatere osebe si res želijo delo, kjer nimajo toliko direktnega stika z drugimi ljudmi. Nekateri so pripravljeni delati z ljudmi, če je njihovo vedenje predvidljivo in odzivi vnaprej znani in določeni. Ena oseba je npr. poročala, da ji je bilo usmerjanje ljudi po knjižnici preveč neprijetno, ker so jo ljudje kar nenadoma vprašali za napotke. Vendar pa si nekateri želijo bolj socialno delo, ki jim lahko predstavlja izziv. Načeloma si ne želijo dela, ki poteka v večji množici ljudi. Primer dela, ki je nekaterim sprejemljivo, je npr. odpisovanje ljudem preko interneta ali pogovor po telefonu, saj se tako počutijo, da imajo nad situacijo več nadzora. Pomoč na delovnem mestu nekateri sprejmejo, nekateri prosijo za določene oblike pomoči, za katere vedo, da bi jim olajšale delo, nekateri pa pomoči ne želijo sprejeti, ker mislijo, da bodo zato nanje gledali kot na slabše delavce ali ker bodo drugi do njih nesramni. Ljudje lahko tudi menijo, da simptomi osebe niso tako hudi in da prilagoditev zares ne potrebuje, saj ljudje z blažjimi duševnimi motnjami navzven izgledajo 'normalni' .
GLEJ TUDI
avtizem
motnje avtističnega spektra
melatonin
metalotionein

### OSEBE Z MOTNJAMI V DUŠEVNEM RAZVOJU
Primeri vključitve oseb z motnjami v duševnem razvoju na delo v praksi : 
Delavec v proizvodnji s kognitivnimi motnjami in cerebralno paralizo je imel težave pri prijemu plastične stekleničke na katero mora natančno namestiti samolepilno etiketo. Izdelali so lesene šablone, ki zavarujejo steklenico, kar omogoča delavcu, da pri etiketiranju uporabi obe roki.
Trgovec si kognitivnimi motnjami si ni mogel zapomniti, kako nositi vse dele uniforme. Prilagoditev je zajemala fotografijo zaposlenega v celi uniformi in uporabo slike, kot pripomoček, ko se pripravlja za delo.
Trgovski referent si kognitivnimi motnjami ima težave na področju branja, zaradi česar težko vrne DVD na polico. Predlagali so oblikovanje slike z nalepkami za posamezne DVD-je, ki so enaki zapisu na polici. To je omogočilo zaposlenemu, da se je orientiral na slike in tako vrnil DVD na pravo polico.

### GIBALNO OVIRANE OSEBE
Primeri vključitve gibalno oviranih oseb delo v praksi :
Kuhar pripravnik je bil na invalidskem vozičku. Za delo v kuhinji je bila potrebna stoječa višina, zato mu je delodajalec kupil invalidski voziček, ki je omogočal postavljanje v pokončni položaj.
Specialist za CAD/CAM tehnologijo je postal tetraplegik, zaradi česar je aktivnost njegovih rok omejena. Delodajalec je zato kupil programsko opremo za CAD, ki jo aktivira glas.
Medicinska sestra z multiplo sklerozo je potrebovala spremembe glede delovnega mesta in razporeda dela. Delodajalec je delovno mesto prilagodil, dovolil redne odmore za počitek in jo preselil bližje stranišču in prostoru za počitek.
 GLEJ TUDI 
Zaposlovanje invalidov

## VIRI
1. 1 2 3 4 5 6 7 8 9 10 11 12 13 14 15 16 17 18 19 20 21 22 23 24  Backenroth, G. A.M. (1996). Disabilities in working life - A review of swedish research and some theoretical considerations. European psychologist, 4(1), 278—292.
2. 1 2 3 4 5 6 7 8  Carling, P. J. (1993). Reasonable accommodations in the workplace for individuals with psychiatric disabilities. Consulting psychology journal, 2(45), 46—62.
3. 1 2  Johnson, T.D. in Joshi, A. (2016). Dark clouds or silver linings? A stigma threat perspective on the implications of an autism diagnosis for workplace well-being. Journal of applied psychology, 3(101), 430—449.
4. 1 2 3 4 5 6 7 8 9 10 11  Berry in Meyer (1995). Employing people with disabilities: Impact of attitude and situation. REHABILITATION PSYCHOLOGY, 3(40), 211—222.
5. ↑  Rickard, T. E., Triandis, H. C in Patterson, C. H. (1963) Indices of employer prejudice toward disabled applicants. Journal of applied psychology, 1(47), 52—55.
6. 1 2 3 4  Tabaj, A. (2010). STANDARDI USPOSABLJANJ IN ZNANJ ZA PRILAGODITVE DELOVNIH MEST. Ljubljana: Univerzitetni rehabilitacijski inštitut Republike Slovenije.
7. ↑  http://www.rtvslo.si/dostopno/novica/402
8. ↑  Halbesleben, J. R. B., Shanine, K. K. in Wheeler, A. R. (2013) The moderating role of attention-deficit/hyperactivity disorder in the work engagement–performance process. Journal of occupational health psychology, 2(18), 132—143.
9. ↑  Johnson, T.D. in Joshi, A. (2016). Dark clouds or silver linings? A stigma threat perspective on the implications of an autism diagnosis for workplace well-being. Journal of applied psychology, 3(101), 430—449.